# XXV. Armeekorps
XXV. Armeekorps var en tysk armékår under andra världskriget. Kåren sattes upp den 24 november 1938.

## Befälhavare
Kårens befälhavare:
- General der Infanterie Karl von Prager  6 november 1939–1 maj 1942
- General der Artillerie Wilhelm Fahrmbacher  1 maj 1942–10 juni 1944
- General der Infanterie Dietrich von Choltitz  10 juni 1944–16 juni 1944

Stabschef:
- Generalmajor Anton Dostler  5 februari 1940–1 oktober 1941
- Oberst Kurt Adam  1 oktober 1941–1 juli 1943
- Oberst Robert Bader  1 augusti 1943–25 december 1944